# Anosia aegyptius
Anosia aegyptius är en fjärilsart som beskrevs av Johann Christian Daniel von Schreber 1759. Anosia aegyptius ingår i släktet Anosia och familjen praktfjärilar. Inga underarter finns listade i Catalogue of Life.